# Pseudasteron simile
Pseudasteron simile är en spindelart som beskrevs av Rudy Jocqué och Baehr 200. Pseudasteron simile ingår i släktet Pseudasteron och familjen Zodariidae.
Artens utbredningsområde är Queensland. Inga underarter finns listade i Catalogue of Life.